# Флаг Упорненского сельского поселения (Лабинский район)
Флаг муниципального образования Упо́рненское сельское поселение Лабинского района Краснодарского края Российской Федерации — опознавательно-правовой знак, служащий официальным символом муниципального образования.
Ныне действующий флаг утверждён 21 мая 2008 года и внесён в Государственный геральдический регистр Российской Федерации с присвоением регистрационного номера 3545.

## Описание
«Прямоугольное полотнище с отношением ширины к длине 2:3, состоящее из четырёх горизонтальных полос, соотносящихся как 2:1:2:19, сверху вниз: синего, белого, зелёного и жёлтого цветов; на жёлтой полосе — вилообразный крест синего цвета, выше которого — цветок картофеля малинового цвета с сердцевиной жёлтого цвета, справа и слева — фонтаны о трёх струях каждый (по одной струе обращено к кресту, по две — к ближайшему вертикальному краю полотнища)».

## Обоснование символики
Флаг языком символов и аллегорий отражает исторические, культурные и экономические особенности сельского поселения.
Станица Упорная начала своё существование в годы Кавказской войны, в 1848 году в предгорьях у слияния рек Окард и Чамлык, аллегорически отображённых на флаге вилообразным крестом.
Наличие геотермальных вод в поселении символически отражено двумя синими фонтанами.
Синий цвет (лазурь) символизирует безупречность, добродетель, волю, чистое небо, а также это цвет линейных казаков, в войске которого первоначально числились упорненцы.
Белая полоса символизирует вершины гор, аллегорически говоря о природных достопримечательностях поселения. Белый цвет (серебро) символизирует совершенство, чистоту, мир.
Зелёный цвет символизирует природу и сельское хозяйство — животноводство, а также плодородие, жизнь, возрождение, здоровье.
Жёлтый цвет (золото) — символизирует сельское хозяйство — выращивание зерновых, а также величие, богатство и процветание, прочность, достаток.
Малиновый цветок картофеля с листьями — аллегорически указывает на известный на Кубани и за её пределами сорт картофеля, выращиваемый в Упорненском сельском поселении. Малиновый цвет (пурпур) также символизирует цветущую землю, верность, скромность, набожность.